# Bitwa pod Moskwą
     Początkowy postęp Wehrmachtu – do 9 lipca 1941
     Późniejsze postępy – do 1 września 1941
     Okrążenie i bitwa o Kijów – do 9 września 1941
     Ostateczny postęp Wehrmachtu – do 5 grudnia 1941

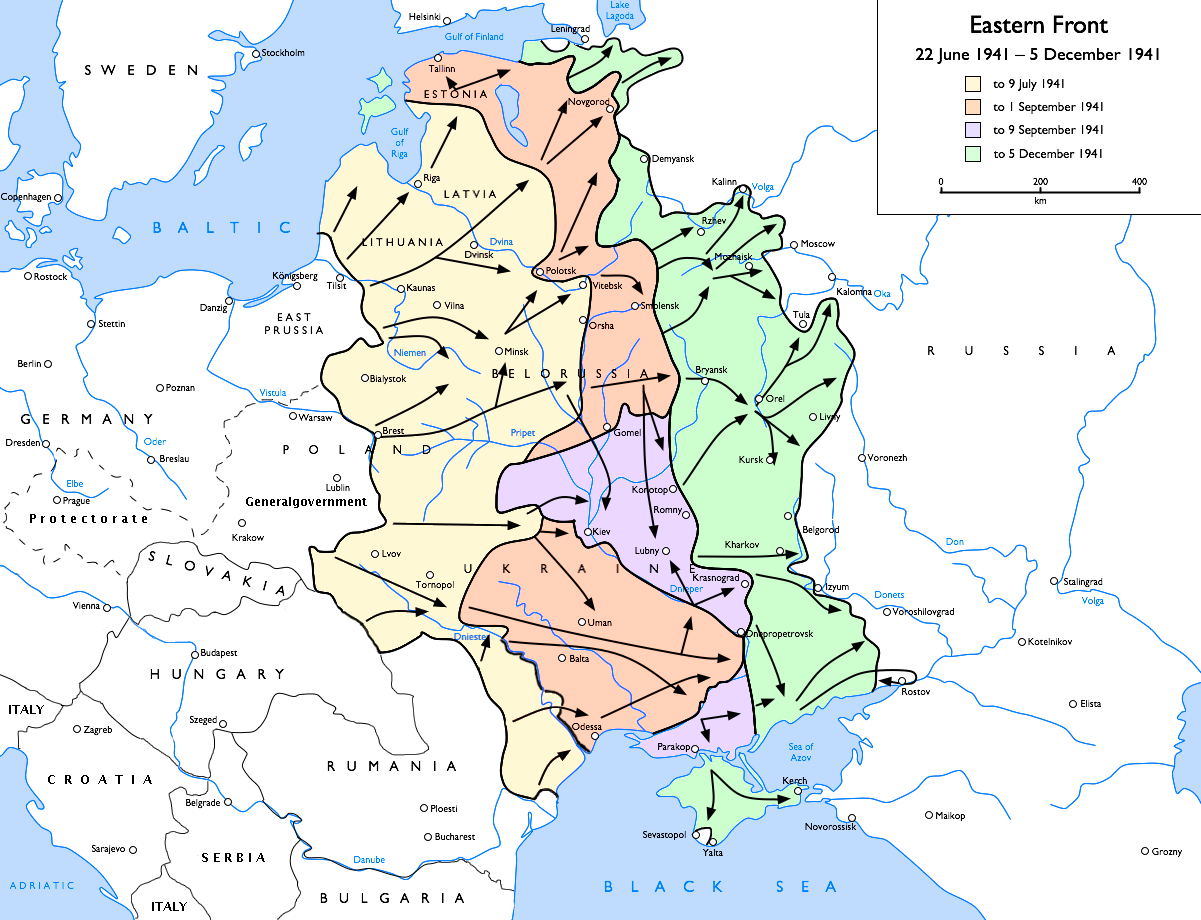
Front wschodni w czasie bitwy pod Moskwą:
Początkowy postęp Wehrmachtu – do 9 lipca 1941
Późniejsze postępy – do 1 września 1941
Okrążenie i bitwa o Kijów – do 9 września 1941
Ostateczny postęp Wehrmachtu – do 5 grudnia 1941

Bitwa pod Moskwą (także bitwa o Moskwę, obronna operacja moskiewska, obrona Moskwy, operacja Tajfun) – największa bitwa II wojny światowej w postaci wieloetapowej kampanii wojennej, do której obie strony zaangażowały około 7 milionów żołnierzy, trwająca od września/października 1941 do stycznia 1942, która składała się z dwóch okresów strategicznie ważnych walk na 600 km odcinku frontu wschodniego II wojny światowej. Radziecki wysiłek obronny udaremnił atak Wehrmachtu na Moskwę, stolicę i największe miasto Związku Socjalistycznych Republik Radzieckich. Moskwa była jednym z głównych celów wojskowych i politycznych sił Osi podczas ich inwazji na ZSRR.
Pierwszy etap bitwy pod Moskwą, niemiecka ofensywa strategiczna o kryptonimie operacja Tajfun, opierał się na dwóch uderzeniach w ramach manewru okrążającego, jednego na północ od Moskwy przeciwko Frontowi Kalinińskiemu wykonanego przez 3 i 4 Armię Pancerną, które miały jednocześnie za zadanie przeciąć linię kolejową Moskwa–Leningrad, oraz drugiego na południe od obwodu moskiewskiego przeciwko Frontowi Zachodniemu na południe od Tuły w wykonaniu 2 Armii Pancernej. W tym samym czasie 4 Armia miała posuwać się bezpośrednio w kierunku Moskwy od zachodu.
Początkowo Armia Czerwona prowadziła strategiczną obronę obwodu moskiewskiego, budując trzy linie obronne, rozmieszczając nowo powstałe armie rezerwowe oraz sprowadzając wojska z Syberyjskiego i Dalekowschodniego Okręgu Wojskowego. Gdy niemiecka ofensywa została zatrzymana, rozpoczął się drugi etap bitwy pod Moskwą, radziecka strategiczna kontrofensywa i pomocnicze operacje ofensywne na mniejszą skalę, które zmusiły armie niemieckie do powrotu na pozycje wokół miast: Orzeł, Wiaźma i Witebsk oraz prawie otoczyły trzy armie niemieckie. Dla Niemców był to poważny cios i koniec nadziei na szybkie zwycięstwo nad ZSRR. W wyniku nieudanej ofensywy, feldmarszałek Walther von Brauchitsch został odwołany ze stanowiska najwyższego dowódcy armii niemieckiej, zaś Adolf Hitler zastąpił go osobiście na tym stanowisku.

## Tło sytuacyjne
Plany operacji Barbarossa, niemieckiej inwazji na Związek Radziecki, zakładały zdobycie Moskwy w ciągu czterech miesięcy. 22 czerwca 1941 r. siły Osi przekroczyły zachodnią granicę ZSRR, zniszczyły większość radzieckich sił powietrznych na ziemi i wkroczyły w głąb terytorium wroga, stosując taktykę blitzkriegu w celu niszczenia całych armii radzieckich. Niemiecka Grupa Armii Północ nacierała w stronę Leningradu, Grupa Armii Południe przejęła kontrolę nad Ukrainą, a Grupa Armii Środek w lipcu 1941 r. przekroczyła Dniepr na drodze do Moskwy.
15 lipca 1941 r. wojska niemieckie zdobyły Smoleńsk, ważną warownię na drodze do Moskwy. Na tym etapie kampanii, choć Moskwa była bezbronna, bezpośrednia ofensywa na miasto odsłoniłaby niemieckie flanki. Częściowo, aby zaradzić tym zagrożeniom i spróbować zabezpieczyć cenne ukraińskie zasoby żywności i surowców, Adolf Hitler nakazał skierować główny atak na północ i południe, by wyeliminować siły radzieckie wokół Leningradu i Kijowa. Opóźniło to niemiecki atak na Moskwę. Kiedy postęp w kierunku radzieckiej stolicy wznowiono 30 września, siły niemieckie zostały osłabione, a Sowieci zgromadzili nowe siły do obrony miasta.

## Początkowy niemiecki postęp (30 września – 10 października)

### Plany

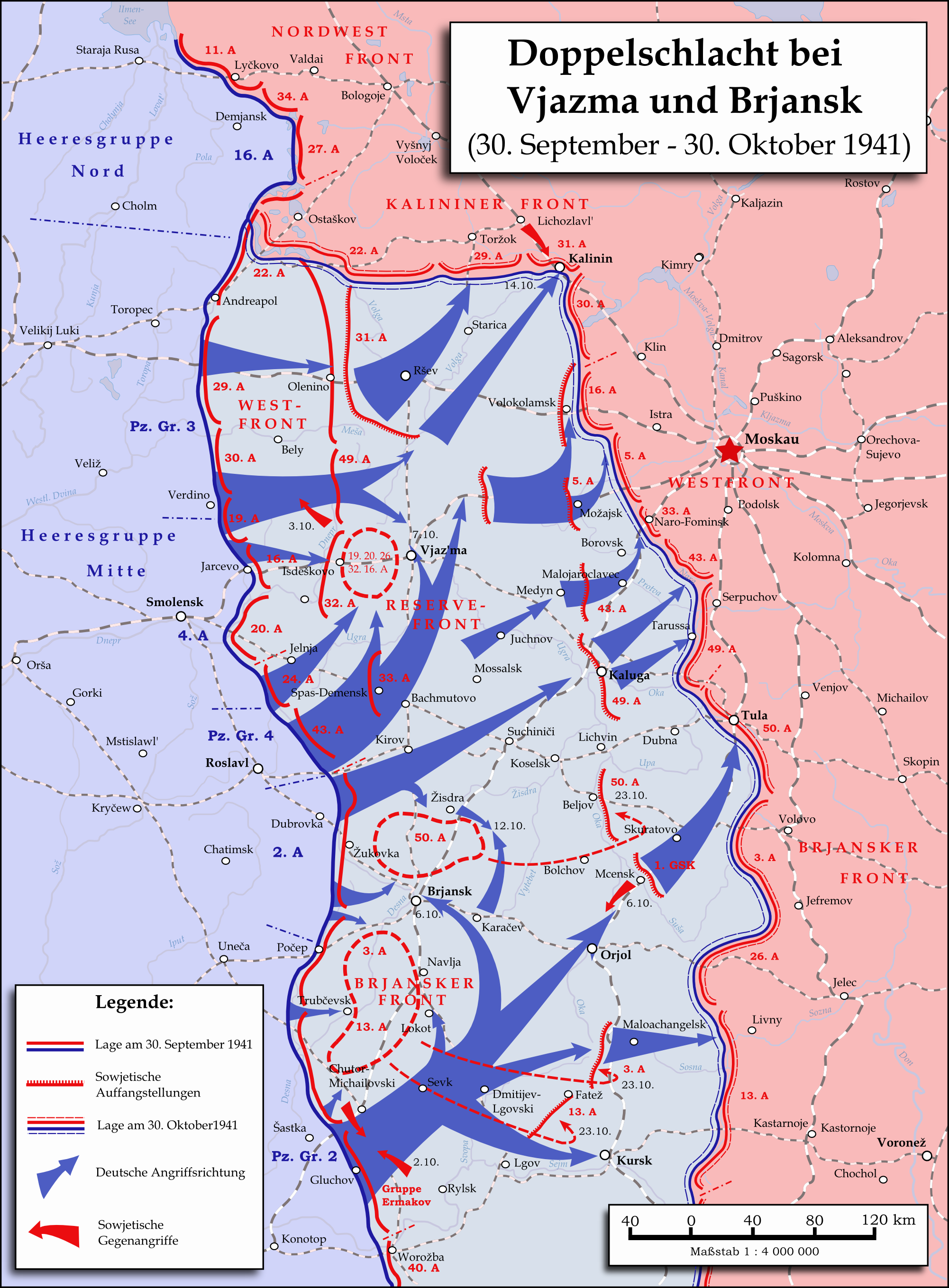
Mapa podwójnego okrążenia Wiaźma–Briańsk

Dla Hitlera radziecka stolica była celem drugorzędnym i uważał on, że jedynym sposobem na pokonanie Związku Radzieckiego było osiągnięcie nad nim przewagi ekonomicznej. Uważał, że można to osiągnąć, przejmując cenne zasoby gospodarcze Ukrainy położone na wschód od Kijowa. Kiedy Walther von Brauchitsch, naczelny dowódca armii niemieckiej, poparł bezpośrednie uderzenie na Moskwę, powiedziano mu, że „tylko skostniałe mózgi mogą wymyślić taki pomysł”. Franz Halder, szef Sztabu Generalnego Armii, był również przekonany, że przejęcie Moskwy będzie miało sens dopiero po tym, jak armia niemiecka wyrządzi wystarczającą szkodę siłom radzieckim. Ten pogląd podzielała większość oficerów w ramach najwyższego niemieckiego dowództwa. Dlatego Hitler nakazał swoim generałom zniszczenie sił radzieckich w okolicach Kijowa, a następnie zajęcie Ukrainy. Ruch był udany, w wyniku czego do dnia 26 września zginęło, odniosło rany lub dostało się do niewoli prawie 700 000 żołnierzy Armii Czerwonej, a dalsze postępy sił Osi były kontynuowane.
Z końcem lata Hitler skierował swoją uwagę na Moskwę i wyznaczył Grupę Armii Środek do tego zadania. Siły zaangażowane w operację Tajfun obejmowały trzy armie (2., 4. i 9.) wspierane przez trzy armie pancerne (2., 3. i 4.) oraz 2 Flotę Powietrzną Luftwaffe. W operację było zaangażowanych do dwóch milionów niemieckich żołnierzy, wraz z 1 000–2 470 czołgami i działami pancernymi oraz 14 000 dział. Jednak niemiecka siła powietrzna została znacznie uszczuplona podczas letniej kampanii; Luftwaffe straciła 1603 zniszczone samoloty, a 1028 zostało uszkodzonych. 2 Flota Powietrzna miała tylko 549 sprawnych maszyn, w tym 158 bombowców średnich i nurkujących oraz 172 myśliwce, dostępne dla operacji Tajfun. Atak opierał się na standardowej taktyce blitzkriegu, polegającej na tym, że grupy pancerne pędziły głęboko na tyły radzieckich formacji i wykonywały podwójny manewr okrążający, rozdzielając dywizje Armii Czerwonej i niszcząc je w kotłach.
Przed Wehrmachtem stały trzy fronty radzieckie, które tworzyły linię obronną opartą na miastach Wiaźma i Briańsk, utrudniając drogę do Moskwy. Armie składające się na te fronty brały już udział w ciężkich walkach. Mimo to stanowiły ogromne natężenie sił, złożone z 1 250 000 ludzi, 1000 czołgów i 7600 dział. Radzieckie siły powietrzne poniosły latem przerażające straty od ok. 7500 do 21 200 samolotów. Niezwykłe osiągnięcia przemysłowe zaczęły jednak uzupełniać ponoszone straty, a na początku operacji Tajfun Wojskowe Siły Powietrzne mogły wystawić już 936 samolotów, z których 578 było bombowcami.
Po zlikwidowaniu oporu radzieckiego na froncie od Wiaźmy do Briańska siły niemieckie miały naciskać na wschód, okrążając Moskwę, poprzez oskrzydlenie jej z północy i południa. Ciągłe walki zmniejszyły ich skuteczność, a trudności logistyczne stawały się coraz bardziej dotkliwe. Gen. Heinz Guderian, dowódca 2 Armii Pancernej, napisał, że niektóre z jego zniszczonych czołgów nie zostały wymienione od początku inwazji, a na początku operacji moskiewskiej brakowało do nich paliwa.

### Bitwy o Wiaźmę i Briańsk

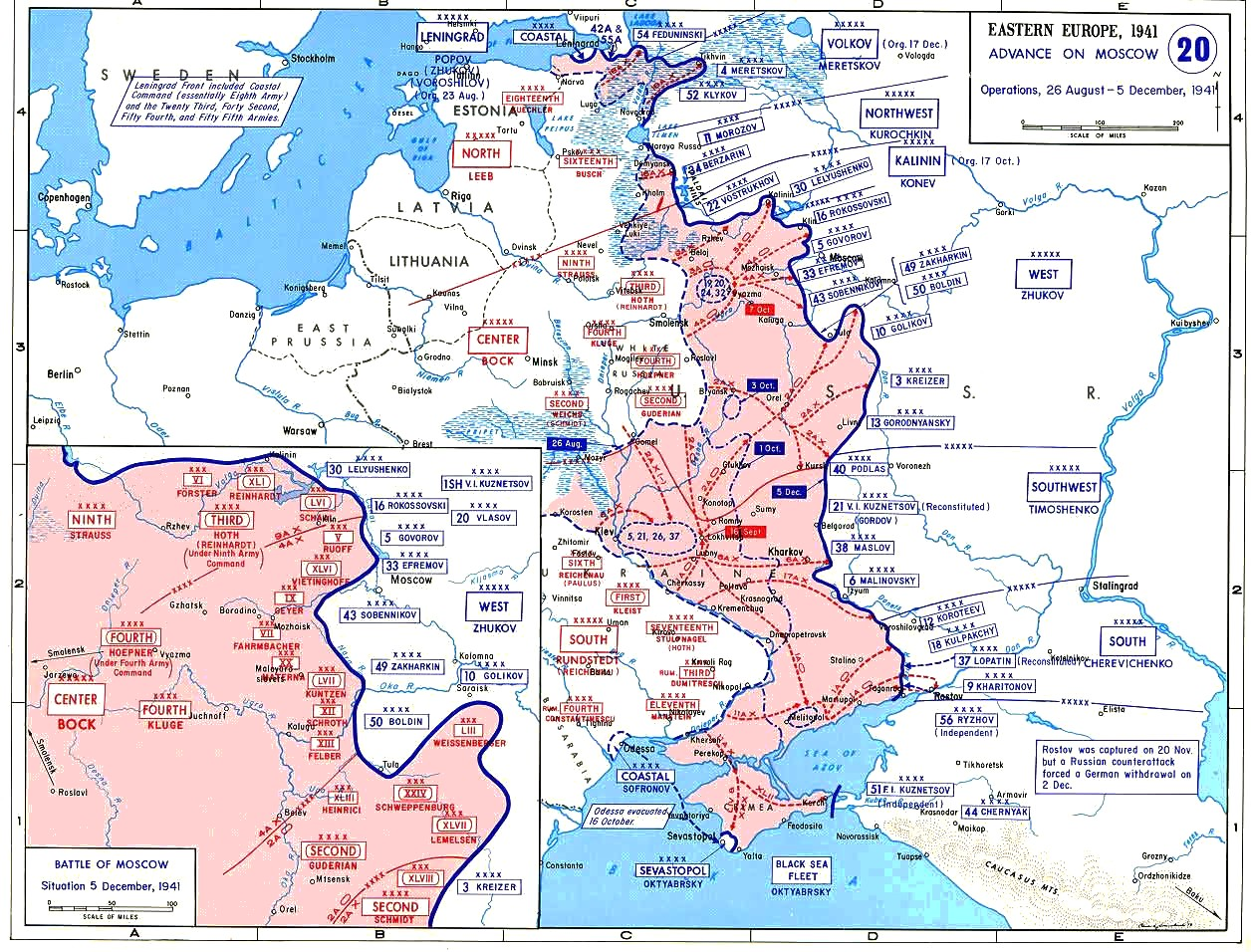
Schemat działań wojsk niemieckich podczas operacji Tajfun

Początkowy niemiecki atak poszedł zgodnie z planem. 4 Armia Pancerna przedostała się przez środek radzieckich pozycji prawie bez oporu ze strony wroga, a następnie podzieliła swoje mobilne siły na północ, aby dokończyć okrążenie Wiaźmy z 3 Armią Pancerną i innymi jednostkami, a także na południe, aby zamknąć pierścień okrążenia wokół Briańska we współdziałaniu z 2 Armią Pancerną. Radzieccy obrońcy, wciąż budujący swoje umocnienia, zostali wyparci, a szpice 3 i 4 Armii Pancernej spotkały się we Wiaźmie 10 października 1941 r. Cztery armie radzieckie (19., 20., 24. i 32.) zostały zamknięte w dużym kotle na zachód od miasta.
Otoczone wojska radzieckie nadal walczyły, a Wehrmacht musiał rzucić 28 dywizji, aby je wyeliminować, wykorzystując wojska, które mogłyby wesprzeć ofensywę w kierunku Moskwy. Resztki radzieckich frontów Zachodniego i Rezerwowego wycofały się i obsadziły nowe linie obronne wokół Możajska. Chociaż straty były duże, niektóre z okrążonych jednostek uciekły w małych grupach, od plutonów po pełne dywizje strzeleckie. Radziecki opór w pobliżu Wiaźmy dał także czas radzieckiemu dowództwu na wzmocnienie czterech armii broniących Moskwy (5., 16., 43. i 49.). Trzy dywizje strzeleckie i dwie dywizje pancerne zostały przeniesione ze wschodniej Syberii, a kolejne przygotowywano do transportu.
Jesienią pogoda zaczęła się zmieniać, utrudniając działania obu stronom. 7 października spadł pierwszy śnieg i szybko stopił się, zamieniając drogi i otwarte tereny w błotniste pułapki, zjawisko znane w Rosji od wieków jako rasputica. Niemieckie grupy pancerne zostały znacznie spowolnione, co pozwoliło siłom radzieckim wycofać się i przegrupować.
W niektórych przypadkach siły radzieckie były w stanie kontratakować. Na przykład niemiecka 4 Dywizja Pancerna wpadła w zasadzkę ustawioną przez pośpiesznie utworzony 1 Specjalny Korpus Strzelecki gen. Dmitrija Leluszenki, w tym 4 Brygadę Pancerną gen. Michaiła Katukowa, w pobliżu miasta Mcensk. Nowo wyprodukowane czołgi T-34 były ukryte w lesie, gdy mijała je niemiecka kolumna. Podczas gdy drużyna radzieckiej piechoty powstrzymywała jej atak, radzieckie czołgi zaatakowały z obu flanek i zniszczyły niemieckie Panzer IV. Szok po porażce był dla Wehrmachtu tak wielki, że zarządzono specjalne śledztwo w tej sprawie. Guderian i jego żołnierze odkryli, ku ich przerażeniu, że radzieckie czołgi T-34 były prawie niewrażliwe na niemieckie pociski czołgowe. Powodem był nowatorski pochyły pancerz. Jak napisał generał: „Nasze czołgi Panzer IV z krótkimi działami 75 mm mogły zniszczyć T-34, jedynie uderzając w silnik od tyłu”. Guderian zauważył także w swoich wspomnieniach, że „Rosjanie nauczyli się już kilku rzeczy”. W 2012 r. historyk Niklas Zetterling zakwestionował znaczenie potyczki pod Mcenskiem, zauważając, że tylko niewielka grupa bojowa z 4 Dywizji Pancernej była w nią zaangażowana, podczas gdy większość dywizji walczyła gdzie indziej, obie strony wycofały się z pola bitwy po walce, a Niemcy stracili tylko sześć zniszczonych czołgów i trzy uszkodzone. Dla niemieckich dowódców, takich jak Erich Hoepner i Fedor von Bock, starcie to było nieistotne; ich głównym zmartwieniem był opór wewnątrz kotła, a nie poza nim.

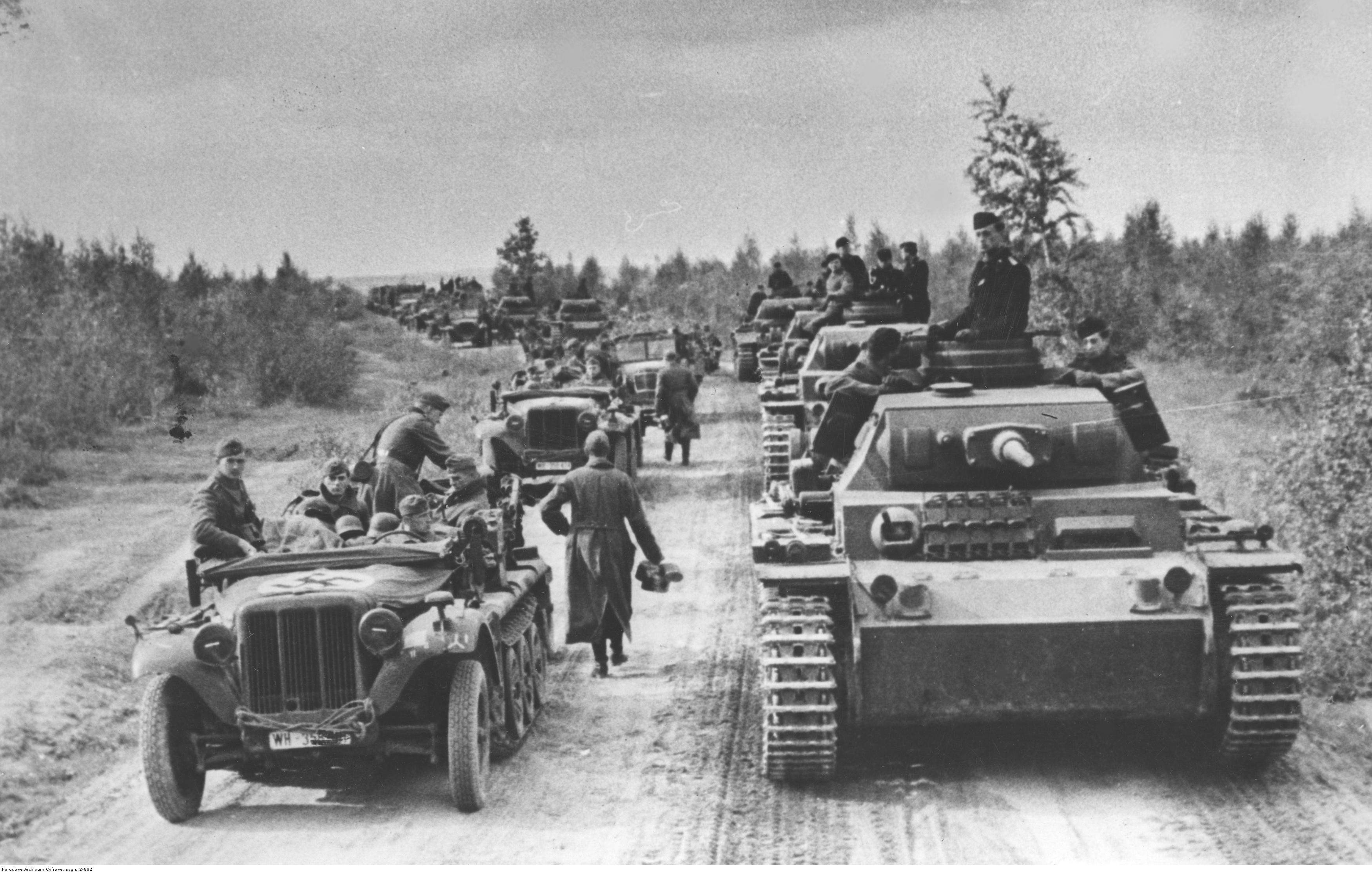
Niemiecka kolumna pancerna zbliża się do frontu moskiewskiego, październik 1941 r.

Inne kontrataki dodatkowo spowolniły niemiecką ofensywę. 2 Armia, która działała na północ od sił Guderiana w celu okrążenia Frontu Briańskiego, znalazła się pod silną presją Armii Czerwonej wspomaganej przez wsparcie powietrzne.
Według niemieckich ocen początkowej porażki radzieckiej 673 000 żołnierzy zostało schwytanych przez Wehrmacht zarówno w kotle wiaziemskim, jak i briańskim, chociaż ostatnie badania sugerują niższą – ale wciąż ogromną – liczbę 514 000 jeńców, co zmniejsza siłę radziecką o 41%. Przez radzieckie dowództwo zostały podane straty osobowe w wysokości 499 001 osoby (bezpowrotne i tymczasowe). 9 października Otto Dietrich z niemieckiego Ministerstwa Propagandy, cytując samego Hitlera, prognozował na konferencji prasowej rychłe zniszczenie armii broniących Moskwy. Morale niemieckiej ludności cywilnej – niskie od początku Barbarossy – znacznie się poprawiło wraz z pogłoskami o żołnierzach mających wrócić do domu przed Bożym Narodzeniem i obietnicami wielkiego bogactwa z przyszłego Lebensraum na wschodzie.

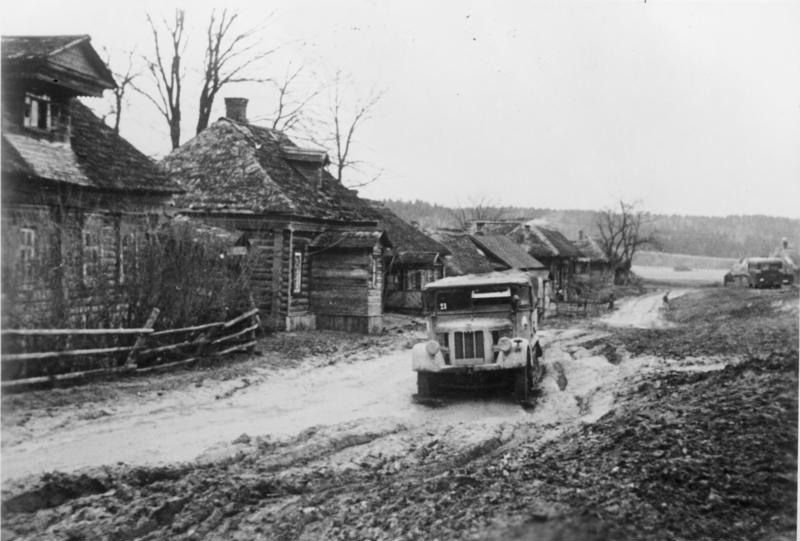
Rasputica pod Moskwą, listopad 1941 r.

Jednak opór Armii Czerwonej spowolnił Wehrmacht. Kiedy Niemcy dotarli 10 października w kierunku linii możajskiej na zachód od Moskwy, napotkali kolejną linię obronną obsługiwaną przez nowe siły radzieckie. Tego samego dnia gen. Gieorgij Żukow, który został odwołany z Frontu Leningradzkiego 6 października, przejął kontrolę nad obroną Moskwy oraz połączonymi frontami Zachodnim i Rezerwowym, a jego zastępcą został gen. Iwan Koniew. 12 października Żukow nakazał koncentrację wszystkich dostępnych sił na wzmocnionej linii możajskiej, co poparł gen. Aleksandr Wasilewski ze Stawki. Luftwaffe nadal kontrolowało niebo, gdziekolwiek się pojawiło, a grupy bombowców nurkujących Stuka wykonywały 537 lotów bojowych dziennie, niszcząc średnio ok. 440 pojazdów i 150 dział lub moździerzy.
15 października Józef Stalin nakazał ewakuację funkcjonariuszy partii komunistycznej, Stawki i różnych biur rządowych z Moskwy do Kujbyszewa (obecnie Samara), pozostawiając za sobą jedynie ograniczoną liczbę urzędników. Ewakuacja wywołała panikę wśród mieszkańców Moskwy. W dniach 16–17 października większość ludności cywilnej próbowała uciec, oblegając dostępne pociągi i blokując drogi wyjazdowe z miasta. Pomimo to Stalin oficjalnie pozostał w stolicy ZSRR, nieco hamując wzrastający strach.

## Możajska linia obrony (13–30 października)

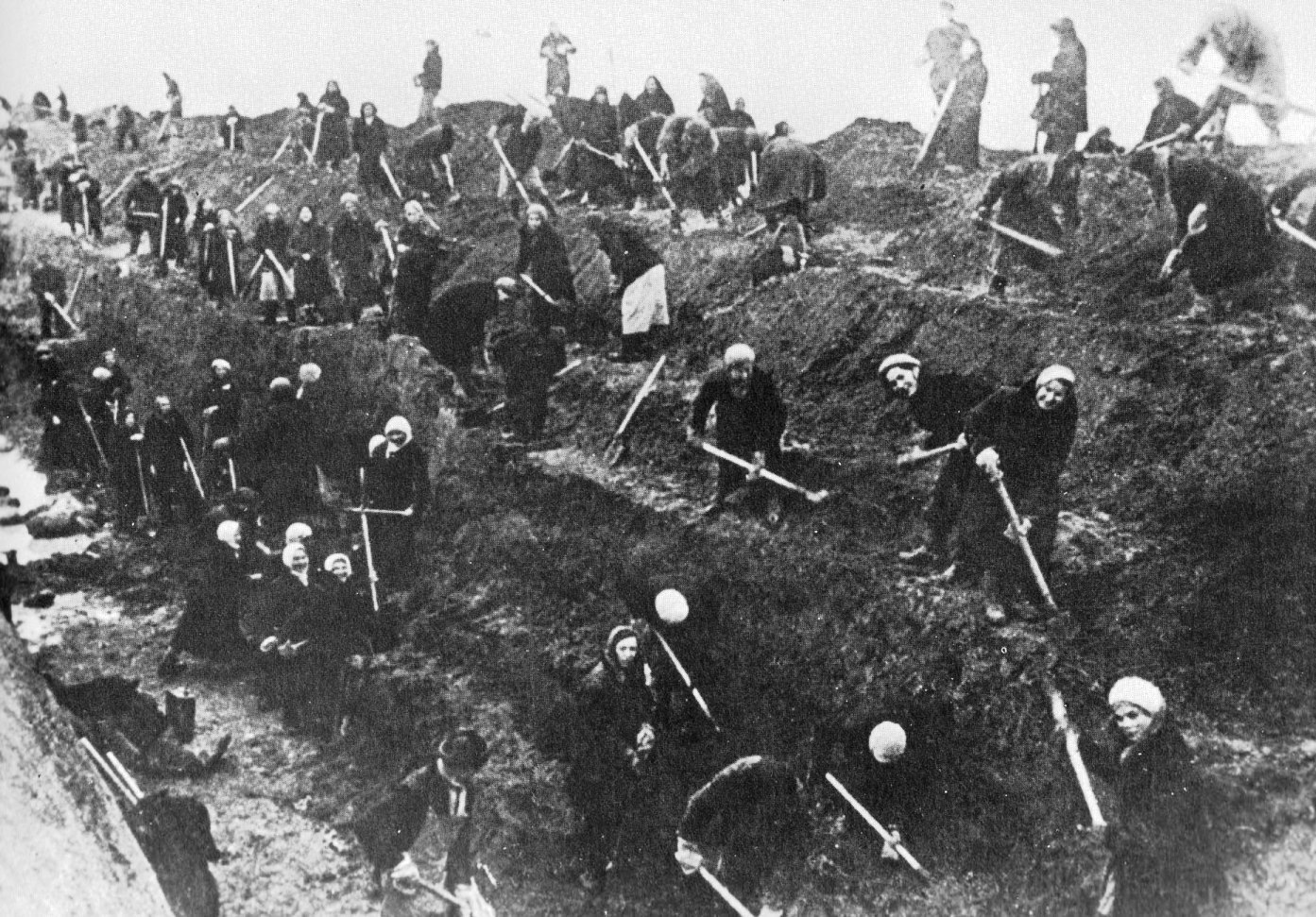
Moskiewskie kobiety kopią rowy przeciwczołgowe wokół swojego miasta w 1941 r.

Do 13 października 1941 r. Wehrmacht dotarł do możajskiej linii obrony, pospiesznie zbudowanego zestawu czterech linii umocnień chroniących zachodnie podejście do Moskwy, które rozciągało się od Kalinina w kierunku Wołokołamska i Kaługi. Pomimo ostatnich posiłków tylko ok. 90 000 żołnierzy radzieckich obsadziło tę linię – zdecydowanie za mało, aby powstrzymać niemiecki atak. Biorąc pod uwagę ograniczone zasoby, Żukow postanowił skoncentrować swoje siły w czterech krytycznych punktach: 16 Armia pod dowództwem gen. Konstantego Rokossowskiego strzegła Wołokołamska, Możajsk był broniony przez 5 Armię pod dowództwem gen. Leonida Goworowa, 43 Armia gen. Konstantina Gołubiewa broniła Małojarosławca, a 49 Armia pod dowództwem gen. Iwana Zacharkina strzegła Kaługi. Cały radziecki Front Zachodni – prawie zniszczony po okrążeniu w pobliżu Wiaźmy – był odtwarzany właściwie od zera.

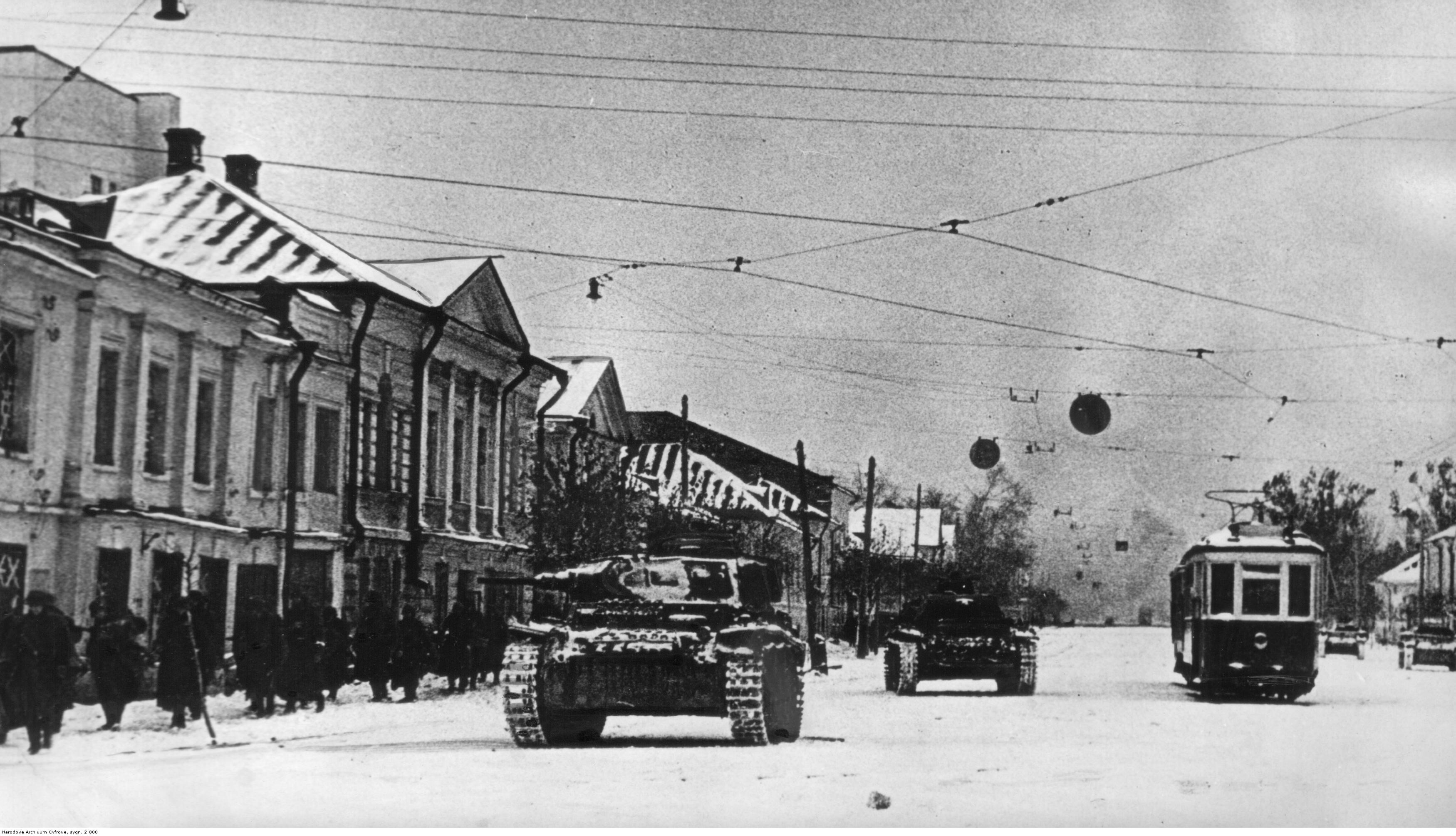
Niemieccy żołnierze i czołgi na ulicach Kalinina, październik 1941 r.

Sama Moskwa została również pośpiesznie ufortyfikowana. Według Żukowa 250 000 kobiet i nastolatków pracowało przy budowie rowów i fos przeciwpancernych wokół Moskwy, przemieszczając prawie trzy miliony metrów sześciennych ziemi bez pomocy maszyn. Moskiewskie fabryki pospiesznie przekształcono na zakłady wojskowe: jedna fabryka samochodów została przekształcona w wytwórnię pistoletów maszynowych, fabryka zegarów produkowała detonatory min, fabryka czekolady przeszła na produkcję żywności dla wojska, a stacje naprawy samochodów cywilnych pracowały odtąd, naprawiając uszkodzone czołgi i pojazdy wojskowe. Mimo tych przygotowań stolica znajdowała się w zasięgu niemieckich czołgów, a Luftwaffe przeprowadzała na miasto wielkie naloty. Spowodowały one jednak jedynie ograniczone szkody z powodu rozległej obrony przeciwlotniczej i skutecznych cywilnych straży pożarnych.

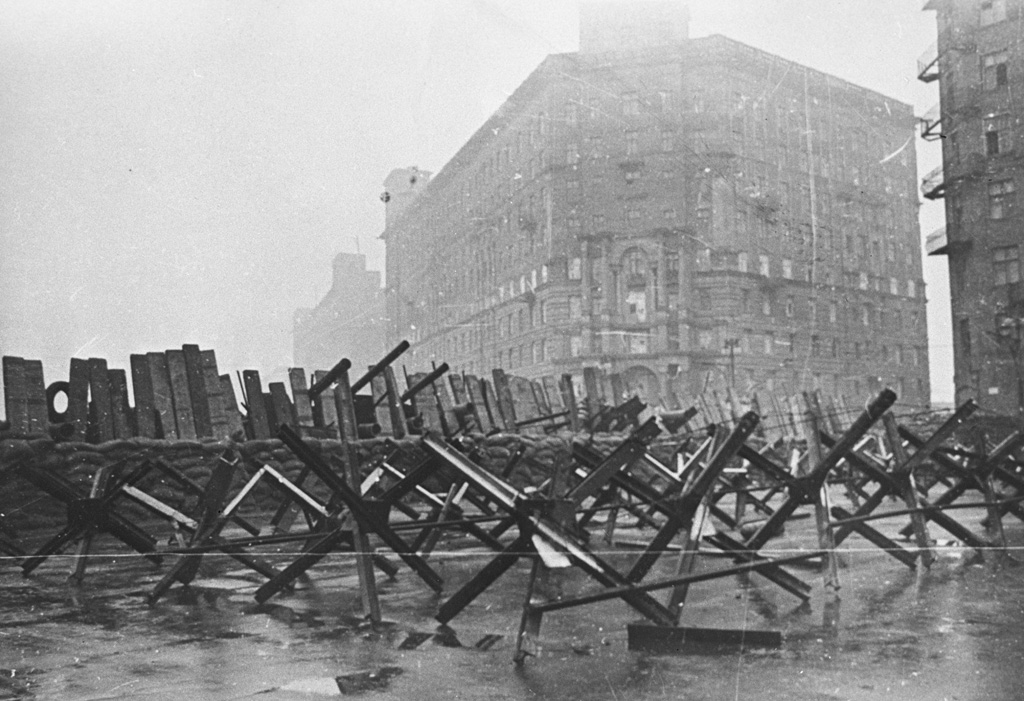
Barykady i jeże przeciwczołgowe na moskiewskiej ulicy, październik 1941 r.

13 października 1941 r. (według innych źródeł 15 października) Wehrmacht wznowił ofensywę. Początkowo siły niemieckie próbowały ominąć radziecką obronę, uderzając na północny wschód w kierunku słabo bronionego miasta Kalinin i na południe w kierunku Kaługi oraz Tuły, zdobywając wszystkie cele z wyjątkiem Tuły do 14 października. Zachęceni tymi początkowymi sukcesami Niemcy rozpoczęli frontalny atak na linię umocnioną, biorąc Możajsk i Małojarosławiec 18 października, Naro-Fominsk 21 października i Wołokołamsk 27 października po intensywnych walkach. Z powodu rosnącego niebezpieczeństwa ataków wspierających, Żukow został zmuszony do wycofania się, zabierając swoje siły na wschód od rzeki Nara.
Na południu niemiecka 2 Armia Pancerna początkowo zbliżała się do Tuły ze względną łatwością, ponieważ możajska linia obrony nie rozciągała się tak daleko na południe i żadna znaczna koncentracja wojsk radzieckich nie blokowała jej postępu. Jednak zła pogoda, problemy z paliwem oraz uszkodzone drogi i mosty ostatecznie spowolniły armię niemiecką, a Guderian dotarł na obrzeża Tuły dopiero 26 października. Niemiecki plan początkowo przewidywał szybkie zdobycie miasta, a następnie kontynuowanie manewru okrążającego w stronę Moskwy. Pierwszy atak został jednak odparty przez radziecką 50 Armię i ochotników cywilnych (narodnoje opołczenije) 29 października po walce tuż pod miastem. 31 października dowództwo armii niemieckiej nakazało wstrzymanie wszystkich operacji ofensywnych do czasu rozwiązania coraz poważniejszych problemów logistycznych i ustąpienia rasputicy.

## Postęp Wehrmachtu w kierunku Moskwy (1 listopada – 5 grudnia)

### Wyczerpanie
Pod koniec października siły niemieckie były już wyczerpane, a tylko jedna trzecia ich pojazdów silnikowych nadal działała. Dywizje piechoty dysponowały siłą od jednej trzeciej do połowy stanu etatowego, a poważne problemy logistyczne uniemożliwiały dostarczenie ciepłej odzieży i innego sprzętu zimowego na front. Nawet Hitler wydawał się przyjmować do wiadomości konieczność toczenia długotrwałej walki w Związku Radzieckim, ponieważ perspektywa wysłania czołgów do tak dużego miasta jak Moskwa bez dużego wsparcia piechoty wydawała się zbyt ryzykowna już po kosztownym zdobyciu Warszawy w 1939 r.

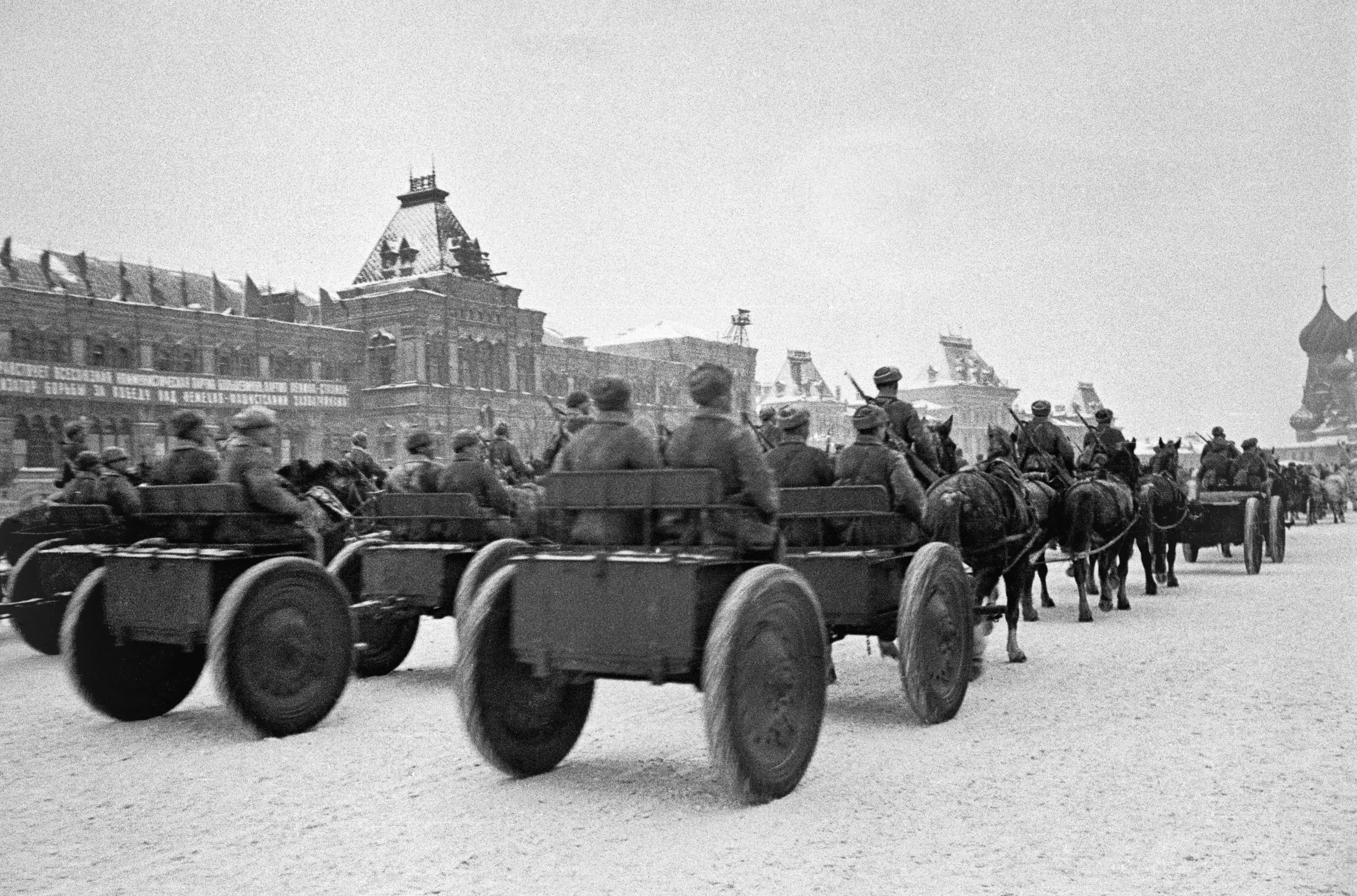
Parada wojsk radzieckich na placu Czerwonym, 7 listopada 1941 r.

Aby wzmocnić determinację Armii Czerwonej i zwiększyć morale cywilów, Stalin nakazał zorganizowanie tradycyjnej parady wojskowej w dniu 7 listopada (Dzień Rewolucji) na placu Czerwonym. Oddziały radzieckie paradowały obok Kremla, a następnie maszerowały bezpośrednio na front. Parada miała wielkie znaczenie symboliczne, ponieważ demonstrowała kontynuację rewolucyjnej determinacji, i jako taka była często przywoływana w nadchodzących latach. Pomimo tego odważnego przedsięwzięcia pozycja Armii Czerwonej pozostawała niepewna. Choć 100 000 dodatkowych żołnierzy radzieckich wzmocniło Klin i Tułę, gdzie spodziewano się wznowienia ofensyw niemieckich, radziecka obrona pozostała stosunkowo słaba. Niemniej Stalin nakazał kilka zapobiegawczych kontrofensyw przeciwko niemieckim liniom. Te rozpoczęły się pomimo protestów Żukowa, który zwrócił uwagę na całkowity brak rezerw. Wehrmacht odepchnął większość tych kontrofensyw, które zmarnowały siły radzieckie, jakie mogłyby zostać wykorzystane do obrony Moskwy. Jedyny znaczący sukces kontrofensywy miał miejsce na zachód od Moskwy pod Aleksinem, gdzie radzieckie czołgi zadały ciężkie straty 4 Armii, ponieważ Niemcy wciąż nie mieli broni przeciwpancernej zdolnej do uszkodzenia nowych, dobrze opancerzonych czołgów T-34.
Od 31 października do 13–15 listopada naczelne dowództwo Wehrmachtu ustąpiło, przygotowując się do rozpoczęcia drugiej ofensywy w kierunku Moskwy. Chociaż Grupa Armii Środek wciąż posiadała znaczną siłę, jej zdolności bojowe uległy znacznemu zmniejszeniu z powodu zużycia sprzętu i zmęczenia żołnierzy. Podczas gdy Niemcy byli świadomi ciągłego napływu sowieckich posiłków ze wschodu, a także obecności dużych rezerw, biorąc pod uwagę ogromne straty radzieckie, nie spodziewano się, że Sowieci będą w stanie podjąć zdecydowaną obronę. Ale w porównaniu z sytuacją w październiku radzieckie dywizje strzeleckie zajęły znacznie silniejszą pozycję obronną: potrójny pierścień obronny otaczający miasto i resztki linii możajskiej pod Klinem. Większość radzieckich armii polowych miała teraz wielowarstwową obronę, z co najmniej dwoma dywizjami strzeleckimi na drugiej linii. Zespoły wsparcia artylerii i saperów były skoncentrowane również wzdłuż głównych dróg, których żołnierze niemieccy mieli używać w swoich atakach. Było też wiele sił dostępnych w armiach rezerwowych za frontem. Także żołnierze radzieccy – a zwłaszcza oficerowie – byli teraz bardziej doświadczeni i lepiej przygotowani do ofensywy.
Do 15 listopada 1941 r. ziemia w końcu zamarzła, rozwiązując problem błota. Pancerne szpice Wehrmachtu, składające się z 51 dywizji, mogły teraz iść naprzód w celu okrążenia Moskwy i połączenia się w pobliżu miasta Nogińsk, na wschód od stolicy. Aby osiągnąć ten cel, niemieckie 3 i 4 Armia Pancerna musiały skoncentrować swoje siły między Wołgą i Możajskiem, a następnie minąć 30 Armię radziecką rozciągniętą do Klinu i Sołniecznogorska, otaczając stolicę od północy. Na południu 2 Armia Pancerna zamierzała ominąć Tułę, wciąż utrzymywaną przez Armię Czerwoną, i przejść do Kaszyry oraz Kołomny, łącząc się z północnym ramieniem okrążenia w Nogińsku. Niemiecka 4 Armia w centrum miała za zadnia „spychać żołnierzy Frontu Zachodniego”.

### Nieudany manewr okrążający
15 listopada 1941 r. niemieckie armie pancerne rozpoczęły ofensywę w kierunku Klina, gdzie nie było dostępnych rezerw radzieckich z powodu decyzji Stalina o podjęciu próby kontrofensywy na Wołokołamsk, która wymusiła relokację wszystkich dostępnych sił rezerwowych dalej na południe. Początkowe ataki niemieckie podzieliły front na dwie części, oddzielając 16 Armię od 30 Armii. Nastąpiło kilka dni intensywnej walki. Żukow przypomniał w swoich wspomnieniach, że „wróg, ignorując ofiary, dokonywał frontalnych ataków, gotów dotrzeć do Moskwy wszelkimi niezbędnymi środkami”. Pomimo wysiłków Wehrmachtu obrona wielowarstwowa zmniejszyła straty radzieckich wojsk. 16 Armia powoli wycofywała się i nieustannie nękała niemieckie dywizje, które próbowały przedostać się przez fortyfikacje.

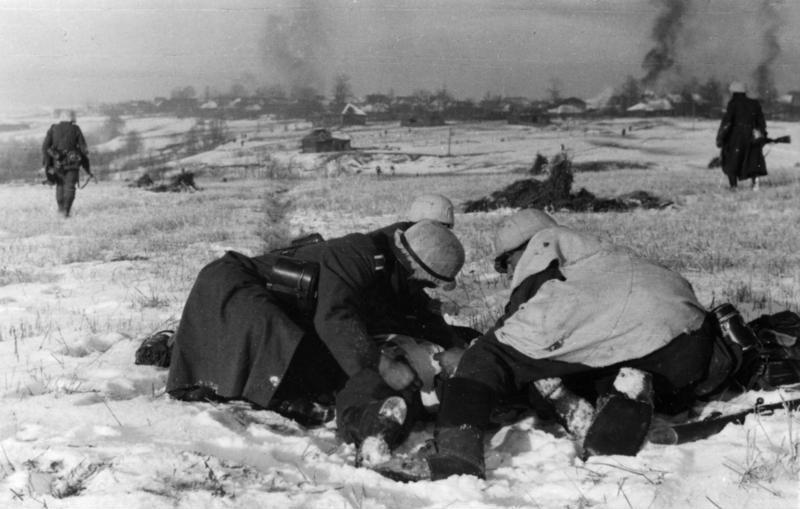
Niemieccy żołnierze opatrują rannego towarzysza pod Moskwą, listopad – grudzień 1941 r.

3 Armia Pancerna zdobyła Klin po ciężkich walkach 23 listopada, Sołniecznogorsk 24 listopada, a Istrę w obwodzie moskiewskim w nocy z 24 na 25 listopada. Radziecki opór był nadal silny, a wynik bitwy w żadnym razie nie został jeszcze rozstrzygnięty. Podobno Stalin zapytał Żukowa, czy Moskwę można skutecznie obronić i nakazał mu „mówić uczciwie, jak komunista”. Żukow odpowiedział, że to możliwe, ale pilnie potrzebne były rezerwy. Do 27 listopada niemiecka 7 Dywizja Pancerna zajęła przyczółek przez Kanał Moskwa–Wołga – ostatnią poważną przeszkodę naturalną przed Moskwą – i stanęła mniej niż 35 km od Kremla, ale potężny kontratak wykonany przez 1 Armię Uderzeniową odepchnął ją z powrotem. Na północny zachód od Moskwy Wehrmacht dotarł do Krasnej Polany, niewiele ponad 29 km od Kremla. Oficerowie niemieccy byli w stanie dostrzec niektóre z głównych budynków radzieckiej stolicy przez lornetki. Zarówno siły radzieckie, jak i niemieckie zostały poważnie uszczuplone, czasami mając już tylko 150–200 strzelców – pełna siła kompanii – w całym pułku.

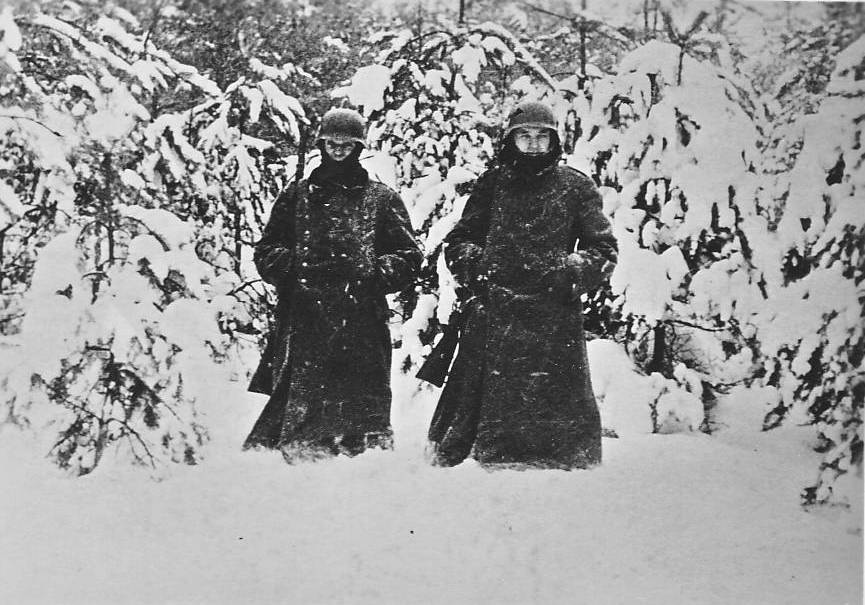
Niemieccy żołnierze na zachód od Moskwy, grudzień 1941 r.

Na południu, w pobliżu Tuły, walki wznowiono 18 listopada 1941 r., kiedy 2 Armia Pancerna próbowała otoczyć miasto. Zaangażowane siły niemieckie były bardzo wyczerpane poprzednimi walkami i nadal nie miały zimowej odzieży. W rezultacie początkowy postęp niemiecki wynosił tylko 5–10 km dziennie. Co więcej, wystawił on niemieckie armie pancerne na ataki flankujące radzieckich 49 i 50 Armii, znajdujących się w pobliżu Tuły, dodatkowo spowalniając natarcie. Mimo to Guderian był w stanie kontynuować ofensywę, rozkładając swoje siły w szerokim ataku, zdobywając Stalinogorsk 22 listopada i otaczając stacjonującą tam radziecką dywizję strzelecką. 26 listopada niemieckie czołgi zbliżyły się do Kaszyry, miasta przez które przebiegała główna autostrada do Moskwy. W odpowiedzi następnego dnia rozpoczął się radziecki kontratak. 2 Korpus Kawalerii gen. Pawła Biełowa, w skład którego wchodziły 1 Dywizja Kawalerii Gwardii, 2 Dywizja Kawalerii Gwardii wspierana przez pospiesznie zebrane formacje, takie jak 173 Dywizja Strzelecka, 9 Brygada Pancerna, dwa samodzielne bataliony czołgów oraz jednostki szkoleniowe i milicyjne, zatrzymały natarcie Niemców niedaleko Kaszyry. Niemcy zostali wyparci na początku grudnia, zabezpieczając południowe podejście do miasta. Sama Tuła utrzymywała się, broniona fortyfikacjami i zdeterminowaniem obrońców, głównie z 50 Armii, złożonej zarówno z żołnierzy, jak i cywilów. Na południu Wehrmacht nigdy nie zbliżył się do stolicy, a pierwszy cios kontrofensywy Frontu Zachodniego na przedmieściach Moskwy padł właśnie na 2 Armię Pancerną Guderiana.
Z powodu oporu zarówno po północnej, jak i południowej stronie Moskwy, 1 grudnia Wehrmacht podjął próbę bezpośredniej ofensywy z zachodu wzdłuż autostrady Mińsk–Moskwa w pobliżu miasta Naro-Fominsk. Ta ofensywa miała ograniczone wsparcie czołgów i była skierowana przeciwko rozległej radzieckiej obronie. Po napotkaniu zdecydowanego oporu ze strony 1 Dywizji Strzelców Zmotoryzowanych i kontrataków na flanki zorganizowanych przez 33 Armię, niemiecka ofensywa utknęła w martwym punkcie i została odparta cztery dni później w generalnej radzieckiej kontrofensywie. Tego samego dnia francuska załoga 638 Pułku Piechoty, jedyna zagraniczna formacja Wehrmachtu, która brała udział w natarciu na Moskwę, przystąpiła do akcji w pobliżu wsi Diutkowo. 2 grudnia batalion zwiadowczy przybył do miasta Chimki – około 30 km od Kremla, osiągając most nad Kanałem Moskwa–Wołga, a także stację kolejową. Było to najbliższe podejście sił niemieckich do Moskwy w czasie II wojny światowej.

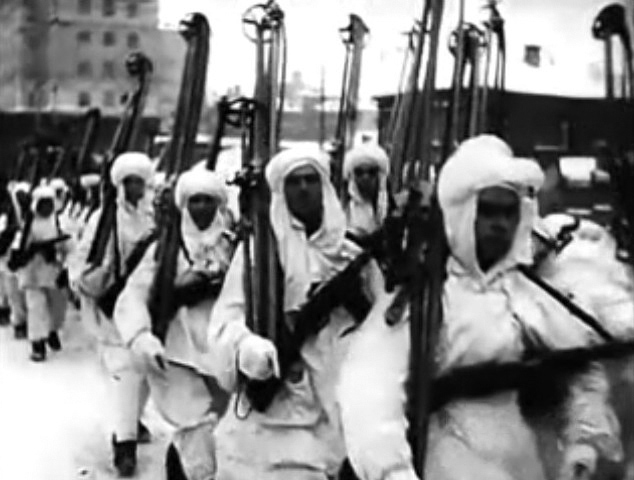
Wojska narciarskie Armii Czerwonej w Moskwie. Kadr z filmu dokumentalnego Moskwa kontratakuje, 1942 r.

Europejska zima 1941–42 była najzimniejsza w całym XX wieku. 30 listopada von Bock stwierdził w raporcie dla Berlina, że temperatura wynosiła –45 °C. Gen. Erhard Raus, dowódca 6 Dywizji Pancernej, śledził średnią dzienną temperaturę w swoim dzienniku wojennym. Pokazuje to nagle znacznie chłodniejszy okres w dniach 4–7 grudnia: od -36 do –38 °C, chociaż metoda ani wiarygodność jego pomiarów nie są znane. Inne raporty o temperaturach były bardzo zróżnicowane. Żukow powiedział, że mroźna listopadowa pogoda utrzymywała się tylko w zakresie od -7 do –10 °C. Dane oficjalnej Sowieckiej Służby Meteorologicznej pokazują, że najniższa temperatura w grudniu osiągnęła poziom –28,8 °C. Wszystkie te dane wskazują na bardzo niskie temperatury, a żołnierze niemieccy marznęli bez odzieży zimowej, używając sprzętu, który nie został zaprojektowany na tak surową zimę. Wśród żołnierzy niemieckich zgłoszono ponad 130 000 przypadków odmrożenia, a pojazdy musiały być ogrzewane przez wiele godzin przed użyciem. Te same chłodne dni uderzyły również w wojska radzieckie, ale były one lepiej przygotowane. Odzież uzupełniały radzieckie ubrania i buty, które często były w lepszym stanie niż mundury niemieckie, ponieważ ich właściciele spędzali znacznie mniej czasu na linii frontu. Zwłoki rozmrażano, aby usunąć z nich elementy ekwipunku; pewnego razu, gdy na polu bitwy pozostało 200 ciał, żołnierze odzyskali z zabitych wystarczającą ilość odzieży, aby ubrać każdego człowieka w batalionie.
Gen. Guderian napisał w swoim dzienniku, że „ofensywa na Moskwę nie powiodła się [...] Nie doceniliśmy siły wroga, a także jego liczebności i [rosyjskiego] klimatu. Na szczęście zatrzymałem moje wojska 5 grudnia, w przeciwnym razie katastrofa byłaby nieunikniona”.

### Sztuczne powodzie
Niektórzy historycy sugerują, że ważną rolę w obronie Moskwy odegrały sztuczne powodzie. Miały one przede wszystkim na celu przełamanie lodu i zapobieżenie przekroczeniu przez wojska i ciężki sprzęt niemiecki rzeki Wołgi oraz zbiornika Iwankowo. Rozpoczęło się od wysadzenia zapory wodociągowej Istra w dniu 24 listopada. Na mocy rozkazu Stawki nr 0428 z 17 listopada, 28 listopada do rzek Jachroma i Sestra została spuszczona woda z sześciu zbiorników (Chimki, Iksza, Pjałowskoje, Piestowskoje, Pirogowskoje i Kljaźma), a także ze zbiornika Iwankowo przy użyciu tam w pobliżu Dubnej. Spowodowało to częściowe zatopienie około 30–40 wiosek nawet w trudnych zimowych warunkach pogodowych.

## Radziecka kontrofensywa

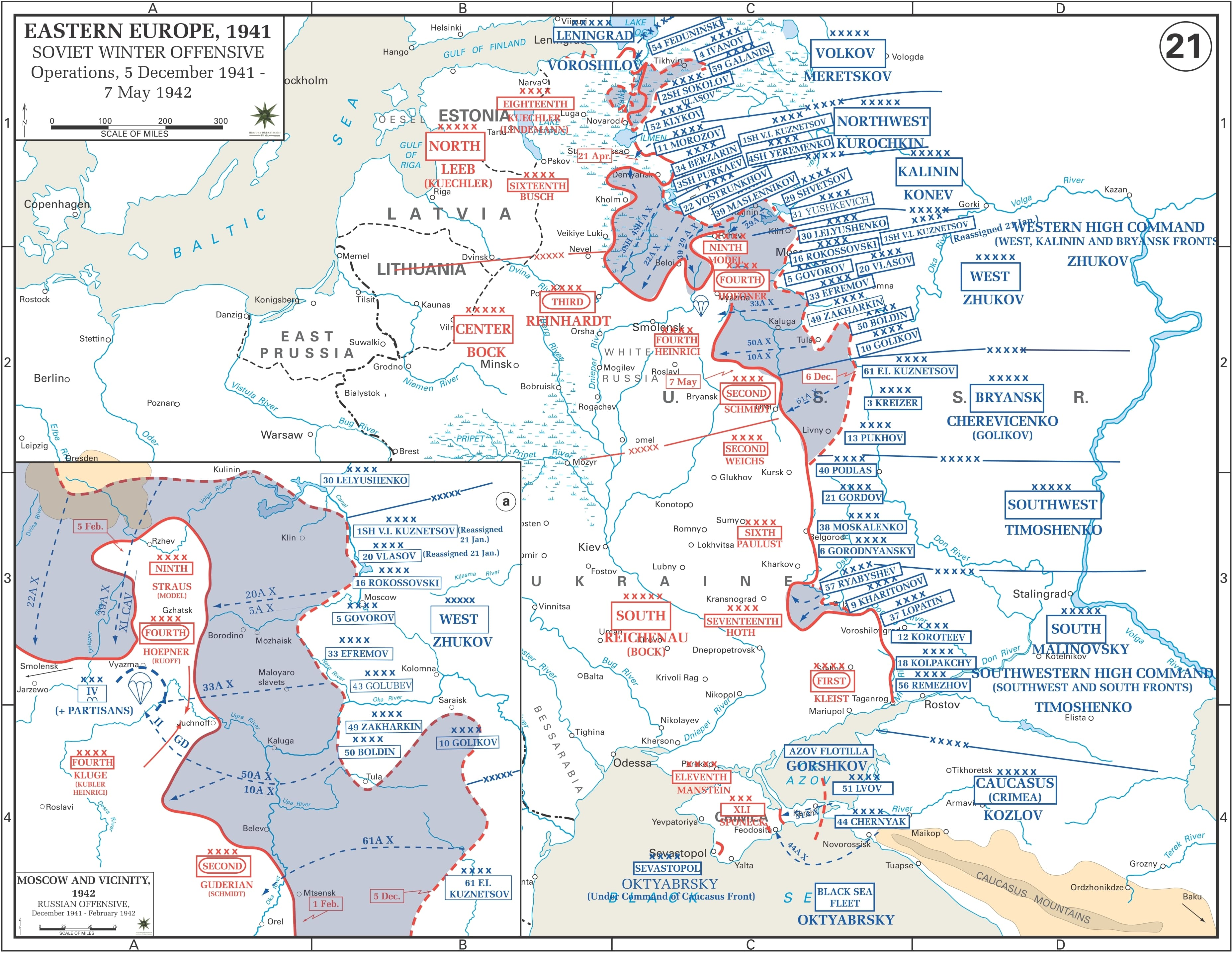
Radziecka kontrofensywa zimowa, 5 grudnia 1941 – 7 maja 1942 r.

Chociaż ofensywa Wehrmachtu została zatrzymana, niemiecki wywiad wciąż szacował, że wojska radzieckie nie miały już rezerw, a zatem nie będą w stanie przeprowadzić kontrofensywy. Szacunki te okazały się błędne, ponieważ Stalin przeniósł ponad 18 dywizji, 1700 czołgów i ponad 1500 samolotów z Syberii i Dalekiego Wschodu. Armia Czerwona zgromadziła rezerwę 58 dywizji na początku grudnia, kiedy ofensywa zaproponowana przez Żukowa i Wasilewskiego została ostatecznie zatwierdzona przez Stalina. Mimo tych nowych rezerw siły radzieckie zaangażowane w operację liczyły zaledwie 1 100 000 ludzi, tylko nieznacznie przewyższając Wehrmacht. Niemniej jednak przy ostrożnym rozmieszczeniu wojsk w niektórych krytycznych punktach osiągnięto stosunek dwa do jednego.
5 grudnia 1941 r. na Froncie Kalinińskim rozpoczęła się kontrofensywa mająca na celu „usunięcie bezpośredniego zagrożenia dla Moskwy”. Fronty Południowo-Zachodni i Zachodni rozpoczęły ofensywę następnego dnia. Po kilku dniach niewielkich postępów wojska radzieckie odbiły Sołnocznogorsk 12 grudnia oraz Klin 15 grudnia. Armia Guderiana „wykonała pospieszny odwrót w kierunku Wieniowa”, a następnie Suchiniczi. „Usunięto zagrożenie wiszące nad Tułą”.
8 grudnia Hitler podpisał dyrektywę nr 39, nakazując Wehrmachtowi zajęcie pozycji obronnej na całym froncie. Oddziały niemieckie nie były jednak w stanie zorganizować solidnej obrony w swoich ówczesnych lokalizacjach i zostały zmuszone do wycofania się w celu skonsolidowania swoich linii. Guderian napisał, że rozmowy z Hansem Schmidtem i Wolframem von Richthofenem odbyły się tego samego dnia i obaj dowódcy zgodzili się, że obecna linia frontu nie może się ostać. 14 grudnia Franz Halder i Günther von Kluge ostatecznie wydali zgodę na ograniczone wycofanie się na zachód od rzeki Oka bez zgody Hitlera. 20 grudnia, podczas spotkania z wyższymi oficerami niemieckimi, führer odwołał rozkaz wycofania się i nakazał swoim żołnierzom bronić każdego skrawka ziemi, „w razie potrzeby kopiąc rowy pociskami do haubic”. Guderian zaprotestował, wskazując, że straty poniesione z powodu zimna były faktycznie większe niż straty bojowe, a sprzęt zimowy nie mógł być dostarczony przez zły stan dróg w okupowanej Polsce. Niemniej jednak Hitler nalegał na obronę istniejących linii, a Guderian został zwolniony 25 grudnia wraz z generałami Erichem Hoepnerem i Adolfem Straußem, odpowiednio dowódcami 4 Armii Pancernej i 9 Armii. Fedor von Bock również został zwolniony, oficjalnie z „powodów zdrowotnych”. Walther von Brauchitsch, naczelny wódz wojsk niemieckich, został usunięty jeszcze wcześniej, 19 grudnia.
Tymczasem ofensywa radziecka trwała na północy. Sowieci dotarli do Klinu 7 grudnia, wypierając kwaterę główną LVI Korpusu Pancernego poza miasto. Kiedy Front Kaliniński parł na zachód, wokół Klinu pojawiło się wybrzuszenie. Gen. Koniew próbował okrążyć pozostałe tam siły niemieckie. Żukow skierował więcej sił na południowy kraniec występu, aby pomóc Koniewowi złapać 3 Armię Pancerną. Niemcy jednak wycofali swoje siły na czas. Mimo że okrążenie zawiodło, działania te wyparły niemiecką obronę. Podjęto drugą próbę oskrzydlenia sił północnych Grupy Armii Środek, ale spotkała się ona z silnym oporem pod Rżewem i wojska radzieckie zostały zmuszone do zatrzymania się, tworząc pozycję, która nie zmieniła się w tym miejscu do marca 1943 r. Na południu Tuła została odblokowana kontrofensywą Frontu Południowo-Zachodniego 16 grudnia 1941 r. Ważnym osiągnięciem było okrążenie i zniszczenie niemieckiego XXXV Korpusu, chroniącego południową flankę 2 Armii Pancernej Guderiana.
Luftwaffe zostało sparaliżowane w drugiej połowie grudnia. Trudności logistyczne i mróz powodowały problemy techniczne trwające do stycznia 1942 r. W międzyczasie Luftwaffe praktycznie zniknęło z nieba nad Moskwą, podczas gdy Wojskowe Siły Powietrzne, działające z lepiej przygotowanych baz i korzystające z linii wewnętrznych, stawały się silniejsze. 4 stycznia niebo się oczyściło. Luftwaffe zostało szybko wzmocnione, ponieważ Hitler miał nadzieję, że uratuje to sytuację. Kampfgruppen (grupy bombowe) II./KG 4 i II./KG 30 przybyły z remontu w Niemczech, podczas gdy cztery Transportgruppen (grupy transportowe) o sile 102 transportowców Junkers Ju 52 zostały rozmieszczone w 4 Flocie Powietrznej Luftwaffe do ewakuacji otoczonych jednostek wojskowych i dla poprawy linii zaopatrzenia wzdłuż linii frontu. To był wysiłek w ostatniej chwili i zadziałało. Niemieckie wsparcie powietrzne miało zapobiec całkowitemu upadkowi Grupy Armii Środek. Pomimo najlepszych starań Sowietów, Luftwaffe ogromnie przyczyniło się do przetrwania Grupy Armii Środek. W dniach 17–22 grudnia niemieckie samoloty zniszczyły 23 czołgi i 299 innych pojazdów silnikowych wokół Tuły, utrudniając pogoń Armii Czerwonej za Wehrmachtem.
W centrum postęp radziecki był znacznie wolniejszy. Wojska radzieckie wyzwoliły Naro-Fominsk dopiero 26 grudnia, Kaługę 28 grudnia, a Małojarosławiec 2 stycznia, po dziesięciu dniach brutalnych walk. Radzieckie rezerwy wyczerpały się, a ofensywa zatrzymała się 7 stycznia 1942 r., po zepchnięciu zmęczonych i zmrożonych armii niemieckich z powrotem o 100–250 km od Moskwy. Stalin nadal zamawiał kolejne ofensywy w celu okrążenia i zniszczenia Grupy Armii Środek pod Moskwą, ale Armia Czerwona była wyczerpana i nadmiernie rozciągnięta, przez co kontrofensywy wczesnych miesięcy 1942 r. poniosły dotkliwą porażkę.

## Następstwa

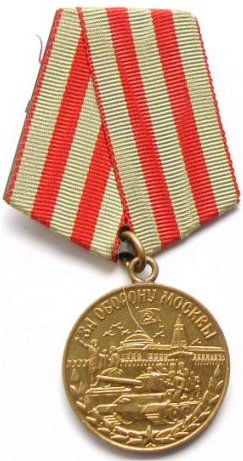
Medal „Za obronę Moskwy”: 1 028 600 takich odznaczeń przyznano żołnierzom radzieckim od 1 maja 1944 r. za udział w obronie radzieckiej stolicy

Zimowa kontrofensywa Armii Czerwonej odepchnęła Wehrmacht spod Moskwy, ale miasto wciąż uważano za zagrożone, a linia frontu przebiegała stosunkowo blisko. Z tego powodu front moskiewski pozostawał priorytetem dla Stalina, który wydawał się być w szoku z powodu szybkiego odzyskania zdolności bojowej przez Niemców. W szczególności radziecka kontrofensywa nie była w stanie zredukować istotnej roli Rżewa, utrzymywanego przez kilka dywizji Grupy Armii Środek, który mógł posłużyć jako przyczółek do nowej ofensywy na Moskwę. Po kontrofensywie moskiewskiej podjęto serię radzieckich ataków przeciwko występowi rżewskiemu, za każdym razem z dużymi stratami po obu stronach. Na początku 1943 r. Wehrmacht musiał opuścić ten teren, gdy cały front wschodni przemieszczał się na zachód. Niemniej jednak front moskiewski został ostatecznie zabezpieczony dopiero w październiku 1943 r., kiedy to pod koniec drugiej bitwy pod Smoleńskiem Grupa Armii Środek została zdecydowanie wyparta ze Smoleńszczyzny i od lewego brzegu górnego Dniepru.

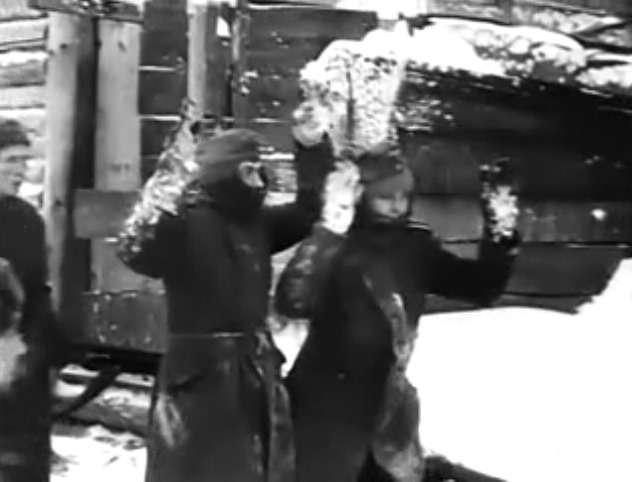
Niemieccy żołnierze poddają się: kadr z filmu dokumentalnego Moskwa kontratakuje, 1942 r.

Wściekły, że jego armia nie była w stanie zająć Moskwy, 19 grudnia 1941 r. Hitler zwolnił swojego naczelnego wodza Walthera von Brauchitscha i osobiście objął dowództwo Wehrmachtu, skutecznie sprawując kontrolę nad wszystkimi decyzjami wojskowymi. Dodatkowo Hitler otoczył się oficerami sztabowymi z niewielkim doświadczeniem bojowym lub bez niego.
Po raz pierwszy od czerwca 1941 r. wojska radzieckie zatrzymały Niemców i odparły ich na poprzednio zajmowane pozycje. Spowodowało to, że Stalin stał się zbyt pewny siebie i zdecydował o dalszym rozszerzeniu kontrofensywy. 5 stycznia 1942 r. podczas spotkania na Kremlu radziecki przywódca ogłosił, że planuje ogólną wiosenną ofensywę, która odbędzie się jednocześnie w rejonie Moskwy, Leningradu, Charkowa i Krymu. Plan ten został zaakceptowany wbrew zastrzeżeniom Żukowa. Niewielkie rezerwy Armii Czerwonej i umiejętności taktyczne Wehrmachtu doprowadziły do krwawego impasu w okolicach Rżewa, znanego jako „rżewska maszynka do mielenia mięsa”, i szeregu porażek Armii Czerwonej, takich jak druga bitwa o Charków, nieudana próba eliminacji kotła demiańskiego, okrążenie 2 Armii Uderzeniowej gen. Andrieja Własowa w nieudanej próbie zniesienia oblężenia Leningradu, czy zniszczenie sił Armii Czerwonej próbujących odbić Krym. Ostatecznie niepowodzenia te doprowadziły do udanej ofensywy niemieckiej na południu latem 1942 r. i do bitwy pod Stalingradem.
Film dokumentalny Moskwa kontratakuje (ros. Разгром немецких войск под Москвой) został nakręcony podczas bitwy i był masowo wyświetlany w Związku Radzieckim. Został także eksportowany do USA i pokazany na Globe w Nowym Jorku w sierpniu 1942 r. Recenzent „The New York Times” skomentował, że „dzikość tego dzieła jest spektaklem oszałamiającym umysł”. Poza zdjęciami z parady i walk pod Moskwą, film zawierał sceny niemieckich zbrodni popełnionych na terenach okupowanych; „nagie i zamordowane dzieci wyciągały się w upiornych rzędach, młodzieńcy zwisali bezwładnie na mrozie z szubienicy, która była rozchwiana, ale wystarczająco silna, by ich utrzymać”.

## Dziedzictwo

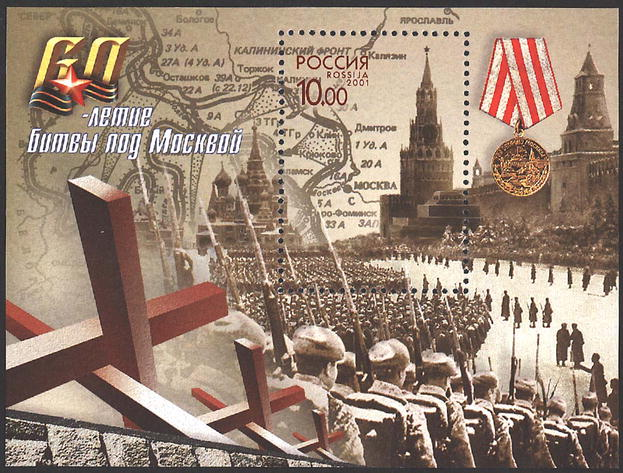
Rosyjski znaczek pocztowy z 2001 r. wydany z okazji 60. rocznicy bitwy pod Moskwą

Obrona Moskwy stała się symbolem radzieckiego oporu przeciwko najeźdźczym siłom Osi. Dla upamiętnienia bitwy, Moskwa otrzymała tytuł „Miasta Bohatera” w 1965 r., w 20. rocznicę Dnia Zwycięstwa. Muzeum Obrony Moskwy powstało w 1995 r.
Przez rosyjską stolicę przechodzi coroczna parada wojskowa na placu Czerwonym w dniu 7 listopada na cześć parady z 1941 r. i jako substytut obchodów rewolucji październikowej, które nie były obchodzone w Federacji Rosyjskiej na szczeblu krajowym od 1995 r. Parada obejmuje wojska garnizonu moskiewskiego i Zachodniego Okręgu Wojskowego, które zwykle liczą blisko 3000 żołnierzy, kadetów i rekonstruktorów Armii Czerwonej. Paradzie przewodniczy mer Moskwy, który przemawia podczas wydarzenia. Przed rozpoczęciem parady młodzi studenci, wolontariusze i pasjonaci historii odtwarzają historyczną bitwę pod Moskwą.

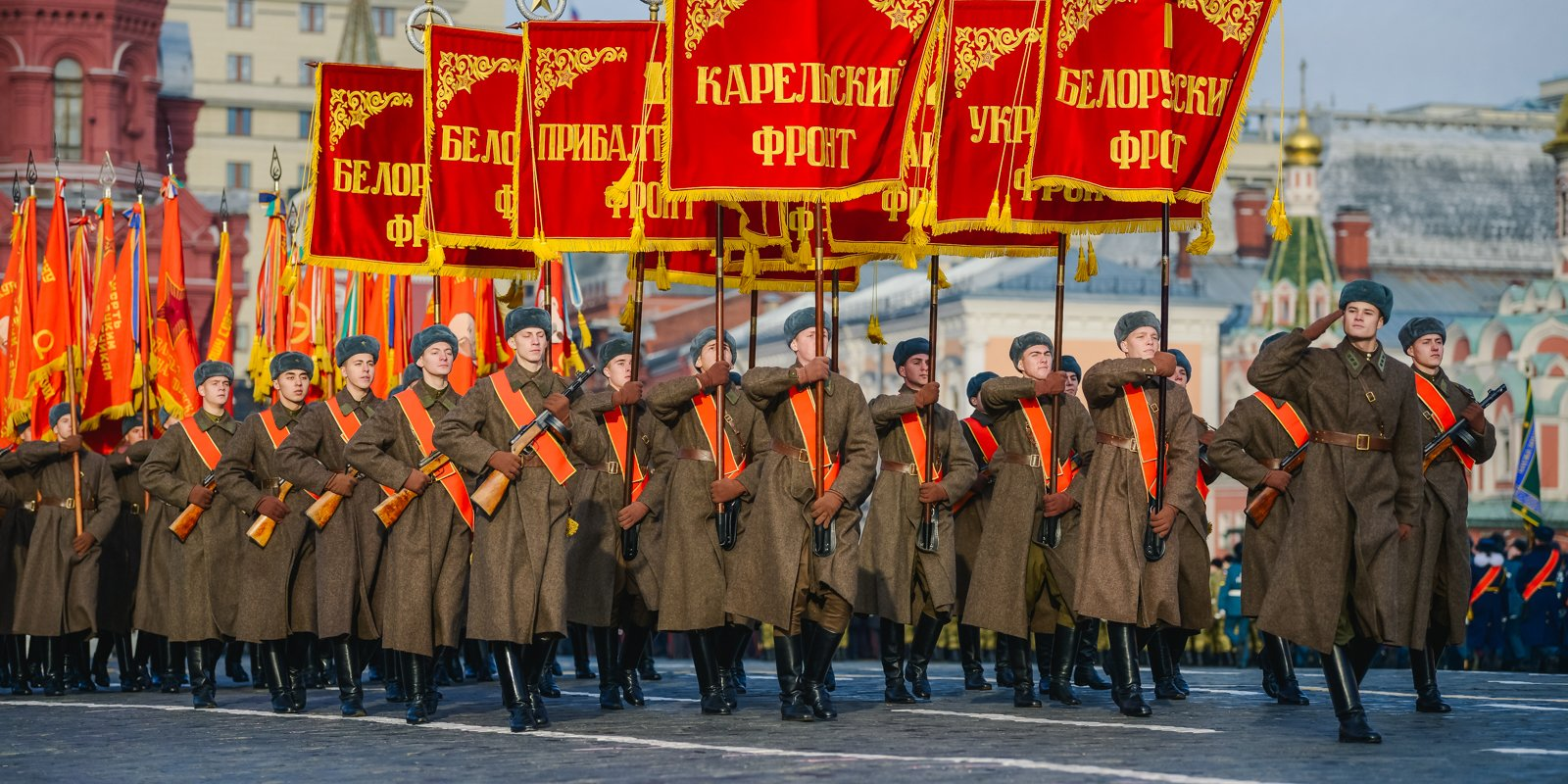
Żołnierze ubrani w historyczne mundury Armii Czerwonej niosący sztandary frontów radzieckich w czasie parady na placu Czerwonym w Moskwie, 7 listopada 2018 r.

Komendy paradne są zawsze wydawane przez wysokiej rangi weterana Armii Czerwonej (zwykle w stopniu pułkownika), który wydaje rozkazy stojąc frontem do maszerujących wojsk na trybunie w pobliżu Mauzoleum Lenina. Na pierwszą komendę dowódcy parady orkiestra rozpoczyna grać melodię Pieśni Armii Radzieckiej, do której maszerują żołnierze w historycznych mundurach z symbolami wojennymi, takimi jak Sztandar Zwycięstwa i sztandary frontów radzieckich. Za oprawę muzyczną podczas parady zawsze odpowiada Orkiestra Garnizonu Moskiewskiego, która obejmuje różne zespoły wojskowe z Zachodniego Okręgu Wojskowego, Zespół 154 Pułku Przeobrażeńskiego oraz Centralny Zespół Wojskowy Ministerstwa Obrony Rosji.

## Straty
Zarówno niemieckie, jak i radzieckie straty podczas bitwy o Moskwę pozostają przedmiotem dyskusji, ponieważ poszczególne źródła podają nieco różniące się szacunki. Nie wszyscy historycy zgadzają się co do tego, co należy uznać za „bitwę moskiewską” na osi czasu II wojny światowej. Chociaż za początek bitwy zwykle uważa się rozpoczęcie operacji Tajfun 30 września 1941 r. (lub czasami 2 października 1941 r.), to w historiografii istnieją dwie różne daty zakończenia radzieckiej kontrofensywy. W szczególności niektórzy zachodni badacze (tacy jak Erickson i Glantz) wykluczają ofensywę rżewską z zakresu bitwy moskiewskiej, uznając ją za odrębną operację i zamykając kontrofensywę pod Moskwą zatrzymaniem wojsk radzieckich 7 stycznia 1942 r. – tym samym zmniejszając finalną liczbę ofiar bitwy.
Istnieją również znaczne różnice w zakresie liczb podawanych w różnych źródłach. Erickson w swojej książce Barbarossa: The Axis and the Allies podaje liczbę 653 924 ofiar radzieckich od października 1941 r. do stycznia 1942 r. Glantz w swojej książce When Titans Clashed podaje natomiast liczbę 658 279 za samą fazę obrony, plus 370 955 za zimową kontrofensywę do 7 stycznia 1942 r. Oficjalne raporty o ofiarach Wehrmachtu podają 35 757 zabitych, 128 716 rannych i 9721 zaginionych dla całej Grupy Armii Środek od 1 października 1941 r. do 10 stycznia 1942 r. Jednak ten oficjalny raport nie zgadza się z nieoficjalnymi doniesieniami poszczególnych dowódców frontowych, którzy odnotowali znacznie więcej ofiar niż oficjalnie zaraportowanych.
Szczególnie duże emocje wzbudza kwestia wewnętrznego terroru po stronie radzieckiej i jego ofiar. Tzw. oddziały zaporowe były gotowe strzelać do każdego wycofującego się bez rozkazu żołnierza. Funkcjonariusze NKWD udawali się do szpitali polowych w poszukiwaniu żołnierzy z samookaleczeniami, tzw. „samostrzelców” – czyli tych, którzy strzelali sobie najczęściej w lewą rękę, aby uniknąć walki. Chirurg w szpitalu polowym Armii Czerwonej przyznał się do amputowania rąk chłopcom, którzy próbowali takiego „samookaleczenia”, aby zapobiec natychmiastowemu zastrzeleniu ich przez oddziały karne.